# Садык аль-Махди
Садык аль-Махди (араб. الصادق المهدي‎, также известный как Садик ас-Сиддик; 25 декабря 1935 — 26 ноября 2020) — суданский политический и религиозный деятель, премьер-министр Судана (1966—1967 и 1986—1989). Председатель «Национальной партии Умма»; имам Ансара.

## Политическая карьера

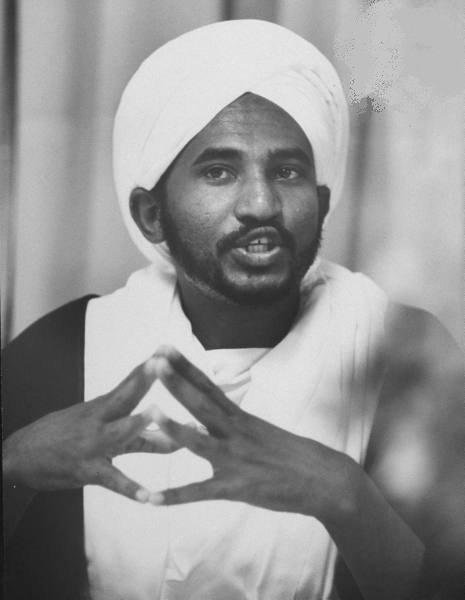
Садык аль-Махди в 1964 году

Садик аль-Махди был премьер-министром Судана дважды: сначала в 1966-67 годах, а затем с 1986 года до его свержения 30 июня 1989 года.

### Второй премьерский срок
В 1986 году Садык сформировал коалиционное правительство, состоящее из членов партии «Умма» (которую он возглавлял), Национального исламского фронта (возглавляемого его зятем Хасаном Аль-Тураби), Демократической юнионистской партии (во главе с Мухаммедом Усманом аль-Миргани аль-Хатимом) и четырёх маленьких партий. 30 июня 1989 года его правительство было свергнуто в результате переворота во главе с бригадным генералом Омаром аль-Баширом. Пост премьер-министра Судана после этого был упразднён и восстановлен только в 2017 году.

### Деятельность после переворота 1989 года
Махди продолжил возглавлять партию «Умма» и выступать против политики аль-Башира после государственного переворота 30 июня 1989 года. Он провел некоторое время в изгнании, но в конце концов вернулся в Судан в ноябре 2000 года. Он безуспешно баллотировался на президентских выборах 2010 года, пообещав не передавать аль-Башира Международному уголовному суду для предъявления обвинений в преступлениях против человечности и военных преступлениях, утверждая, что это дестабилизирует ситуацию в стране.
В 2014 году правительство Судана заявило, что Махди сотрудничал с повстанцами, после чего политику пришлось бежать в Египет. В конце концов он вернулся в Хартум 26 января 2017 года.
В декабре 2018 года поддержал массовые протесты против политики Омара аль-Башира. 21 марта 2019 года был назначен президентом аль-Баширом помощником главы государства. Однако 11 апреля Омар аль-Башир был свергнут в ходе военного переворота после продолжавшихся несколько месяце протестов.
Умер 26 ноября 2020 года в одной из клиник ОАЭ, не дожив месяц до своего 85-летия, от последствий заражения коронавирусной инфекцией.

## Семья
- Мухаммад Ахмад аль-Махди — прадед, основатель Махдистского государства. Считал себя потомком пророка Мухаммеда; около 1880 года объявил себя Махди (мессией) и начал собирать армию для священной войны (джихада) против турок и египтян[10].
- Александр Сиддиг — племянник, британский актёр суданского происхождения.